# Geigenbauer

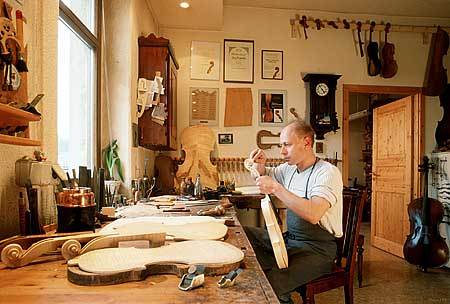
Vogtländischer Geigenbauer

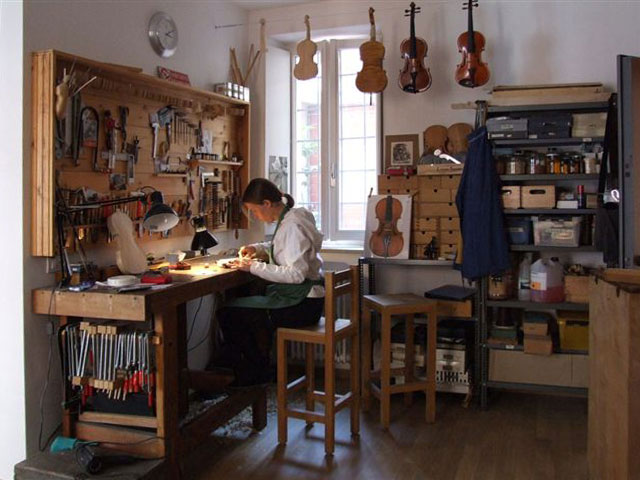
Werkstatt einer Geigenbauerin in Cremona

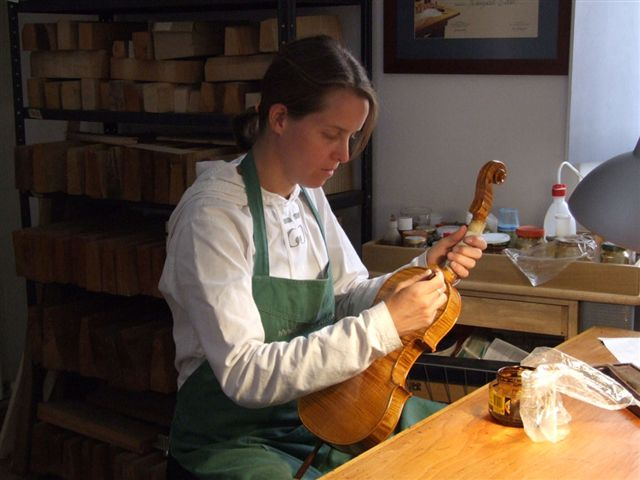
Geigenbauerin bei der Arbeit

Der Beruf des Geigenbauers oder Geigenmachers umfasst die Pflege, Wartung, Reparatur und Herstellung von Streichinstrumenten, neben der Violine auch die Bratsche, das Violoncello, den Kontrabass und andere Instrumente der Gambenfamilie. Streichbögen werden in der Regel nicht vom Geigenbauer, sondern vom Bogenmacher hergestellt. Die Instandsetzung liegt jedoch meistens in der Hand des Geigenbauers.
Geigenbauer ist heute in Deutschland ein anerkannter Ausbildungsberuf nach der Handwerksordnung. Die Ausbildung des Geigenbauers erfolgt innerhalb einer dreijährigen Lehre bei einem Geigenbaumeister oder in einer Berufsfachschule und schließt gewöhnlich mit der Gesellenprüfung ab. Geigenbaugesellen können sich zum Handwerksmeister und zum Musikinstrumentenbau B.A. qualifizieren. Der Beruf des Geigenbauers ist in Deutschland seit der Reform der Handwerksrechtsnovelle 2004 ein zulassungsfreies Handwerk und kann ohne Gesellen- oder Meisterbrief ausgeübt werden.
Der Geigenbau ist ein traditionsreicher Beruf. Zum Herstellen der Instrumente werden Handwerkstechniken genutzt, die jahrhundertealt sind. Der Bau umfasst rund 500 Arbeitsgänge und dauert in der Regel bis zu drei Monate, bei besonders guten Instrumenten auch länger.

## Geschichte
Der Beruf ist eng mit dem Zupfinstrumentenbau verwandt. Streichinstrumente entstanden daher auch in den Werkstätten der Lautenbauer. Die heutige französische Bezeichnung für Geigenbauer, Luthier, geht auf den Lautenbau zurück. Die Hersteller von Streichinstrumenten wurden im deutschsprachigen Raum Geigenbauer genannt, da Geige der Oberbegriff für diverse Streichinstrumente war. Geigenbauer stellten vereinzelt aber auch Zupfinstrumente, wie Lauten, Mandolinen, Harfen, Gitarren sowie Drehleiern her. Klare Abgrenzungen zwischen den Instrumentenbauern wurden später und regional durch Berufsverbände geschaffen.
Zu den ersten berühmten Geigenbauern zählen Andrea Amati und Antonio Stradivari sowie Gasparo da Salò. Der im norditalienischen Cremona lebende Amati erhielt einen Auftrag vom französischen König über den Bau von Streichinstrumenten, darunter auch die damals neue Violinengattung. Da Salò baute in Brescia vorwiegend Violinen, Bratschen und Streichbässe. Besonders begehrt sind heute seine Bratschen. Diese haben zwar zum großen Teil eine beträchtliche Korpuslänge, eignen sich aber im Konzertbetrieb als Soloinstrumente. Er begründete eine eigenständige Geigenbautradition in Brescia. Sein bedeutendster Schüler war Giovanni Paolo Maggini, der die Werkstatt nach dessen Tod übernahm. Als einziger bekannter Mitarbeiter und Schüler von Maggini gilt Valentino Siani, der bis circa 1620 bei Maggini arbeitete. Valentino Siani zog circa 1621 nach Florenz und gilt dort als Begründer des Florentiner Geigenbaus.

## Geigenbauzentren

### Sachsen
- Dresden
- Leipzig
- Markneukirchen
- Klingenthal
  - Berufs- und Berufsfachschule Vogtländischer Musikinstrumentenbau Klingenthal
- Der Musikwinkel im Vogtland
  - Siehe auch: Geigenbauer in Klingenthal
- Randeck

### Süddeutscher Raum
- Bubenreuth, das Zentrum des fränkischen Streich- und Zupfinstrumentenbaus, deren Instrumentenbauer vor der Vertreibung der Deutschen aus der Tschechoslowakei in Schönbach in Böhmen ansässig waren.
- Füssen
  - In der europäischen Musikgeschichte erlangte das Füssener Land durch seine Lauten- und Geigenmacher herausragende Bedeutung. Füssen gilt heute in der musikwissenschaftlichen Forschung als die Wiege des gewerbsmäßig betriebenen Lautenbaus in Europa. Hunderte Namen von Lautenmachern und Geigenbauern aus dem Füssener Kulturraum sind zwischen 1436, der ersten archivalischen Nennung, und 1866, dem Tod des letzten Füssener Geigenmachers Joseph Alois Stoß, bekannt.
- Mittenwald
  - Matthias Klotz, als erster einer Dynastie von 36 Geigenbauern
  - Georg Klotz, Sohn des Matthias Klotz
  - Sebastian Klotz, Sohn des Matthias Klotz
  - Aegidius Klotz, Sohn des Sebastian Klotz
  - Karl Roy (1933–2013), Geigenbaumeister in Mittenwald, Streichinstrumente, Lauten, Theorben u. a.[2]
  - Staatliche Berufsfachschule für Musikinstrumentenbau
- Nürnberg
  - Leopold Widhalm

### Österreich
- Salzburg
  - Marcell Pichler arbeitete zunächst in Hallein bei Salzburg, später in der Stadt Salzburg.
  - Johann Schorn gilt als Erfinder der Viola d’amore. Arbeitete im Stil von Jakob Stainer und Matthias Alban. Wenige, jedoch sehr qualitätvolle Instrumente sind erhalten.
  - Andreas Ferdinand Mayr, wenige, jedoch sehr qualitätvolle Instrumente sind erhalten.
- Tirol
  - Jakob Stainer aus Absam, dessen Instrumente bis um 1800 wertvoller waren als die italienischen. Im 19. Jahrhundert wurden bei der „Anpassung“ der Stainergeigen an das Klangideal der Romantik viele Geigen Stainers unwiederbringlich zerstört.
- Wien
  - In Wien sind Lauten- und Geigenmacher bereits seit dem 15. Jahrhundert nachweisbar. Der Wiener Geigenbau erlebte seine Blüte mit dem Aufstieg der Stadt zum politischen und kulturellen Zentrum der Monarchie am Anfang des 18. Jahrhunderts. Während im 17. und 18. Jahrhundert vor allem die aus Füssen zugewanderten Geigenbauer dominierten, war der Wiener Geigenbau des 19. Jahrhunderts in stilistischer Hinsicht durch eine enge Verbindung mit der Prager und Budapester Geigenbauschule gekennzeichnet.

### England
- die Familie Hill
- Die 1972 gegründete Newark School of Violin Making bei Nottingham zählt zu den bekannten Instrumentenbauschulen. Sie ist Lehrstätte für rund 100 Schüler aus aller Welt. Ihr offenes, modernes Konzept verbindet die jahrhundertealte Tradition des Geigenbaus mit neuesten wissenschaftlichen Erkenntnissen auf den Gebieten der Akustik und Materialkunde. Ihre Lehrer sind allesamt zugleich auch Geigenbauer oder -restauratoren, so dass ein enger Praxisbezug die Unterrichtsatmosphäre prägt.

### Italien

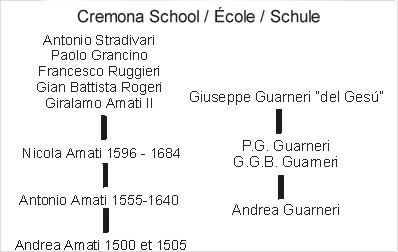
Bedeutende Geigenbauer in Cremona (der „Stammvater“ Andrea Amati steht unten, die jüngeren Vertreter weiter oben)

Das wichtigste historische Zentrum des italienischen Geigenbaus ist Cremona. Dort wurden ab etwa 1550 zwei Jahrhunderte lang Violinen höchster Güte gebaut. In Cremona wirkten in dieser Zeit (chronologisch geordnet):
- die Familie Amati
- die Familie Guarneri, darunter Guarneri del Gesù
- die Familie Ruggeri, darunter Francesco Ruggeri
- Antonio Stradivari
- Carlo Bergonzi

Nach 1750 gab es in Cremona noch einzelne Meister wie Lorenzo Storioni und Giovanni Battista Ceruti, ansonsten verfiel die Tradition des hochwertigen Geigenbaus. Ab etwa 1950 wurde Cremona jedoch wieder ein bedeutendes Zentrum des Geigenbaus. Die traditionelle Geigenbaukunst in Cremona zählt seit 2012 offiziell zum immateriellen Kulturerbe Italiens.
Weitere historische Geigenbauer (Auswahl), geordnet nach Wirkungsorten:
Bozen:
- Matthias Alban

Brescia:
- Gasparo da Salò
- Giovanni Paolo Maggini

Florenz:
- Valentino Siani

Mailand:
- Carlo Giuseppe Testore

Mantua:
- Tommaso Balestrieri

Neapel:
- die Familie Gagliano

Turin:
- Giovanni Battista Guadagnini (er wirkte zuerst in Piacenza, Mailand und Parma, zuletzt in Turin)
- Giovanni Francesco Pressenda

Venedig:
- Matteo Goffriller
- Domenico Montagnana

### Schweiz
In der Schweiz existiert eine Geigenbauschule, die in Brienz im Kanton Bern liegt.

### Frankreich
In Frankreich kommen zahlreiche Geigenbauer aus Lothringen, vor allem aus der Gegend um Mirecourt und Nancy, sowie aus Paris. Die Familie Vuillaume aus Mirecourt stellte zahlreiche Geigenbauer, der berühmteste Sohn der Familie war Jean Baptiste Vuillaume. Mirecourt ist besonders bekannt für seine hervorragende Herstellung von Streichbögen.

### Niederlande
Zentrum des niederländischen Geigenbaus war hauptsächlich Amsterdam
- Hendrik Jacobs
- Pieter Rombouts

### Tschechien
- Jan Kulík in Prag
- Die Familie Vávra, insbesondere Karel Vávra
- Přemysl Otakar Špidlen
- Josef Bohumil Herclík
- Ladislav Prokop

### Japan
- Masakichi Suzuki
- Soroku Murata

## Arbeiten eines Geigenbauers

### Materialauswahl
Die Decke wird aus dem Holz der Fichte hergestellt. Der sonstige Korpus wird meist aus Ahorn gefertigt. Griffbrett, Wirbel und Saitenhalter werden aus Ebenholz oder seltener aus anderen Harthölzern wie Buchsbaum und Palisander hergestellt.
Die Materialqualität des Holzes und seine Feuchtigkeit spielen für den späteren Klang und die Stabilität des Instruments eine große Rolle. Die Holzbeschaffung, Lagerung und Materialauswahl sind daher grundlegende Aufgaben eines Geigenbauers.

### Herstellung eines Streichinstruments

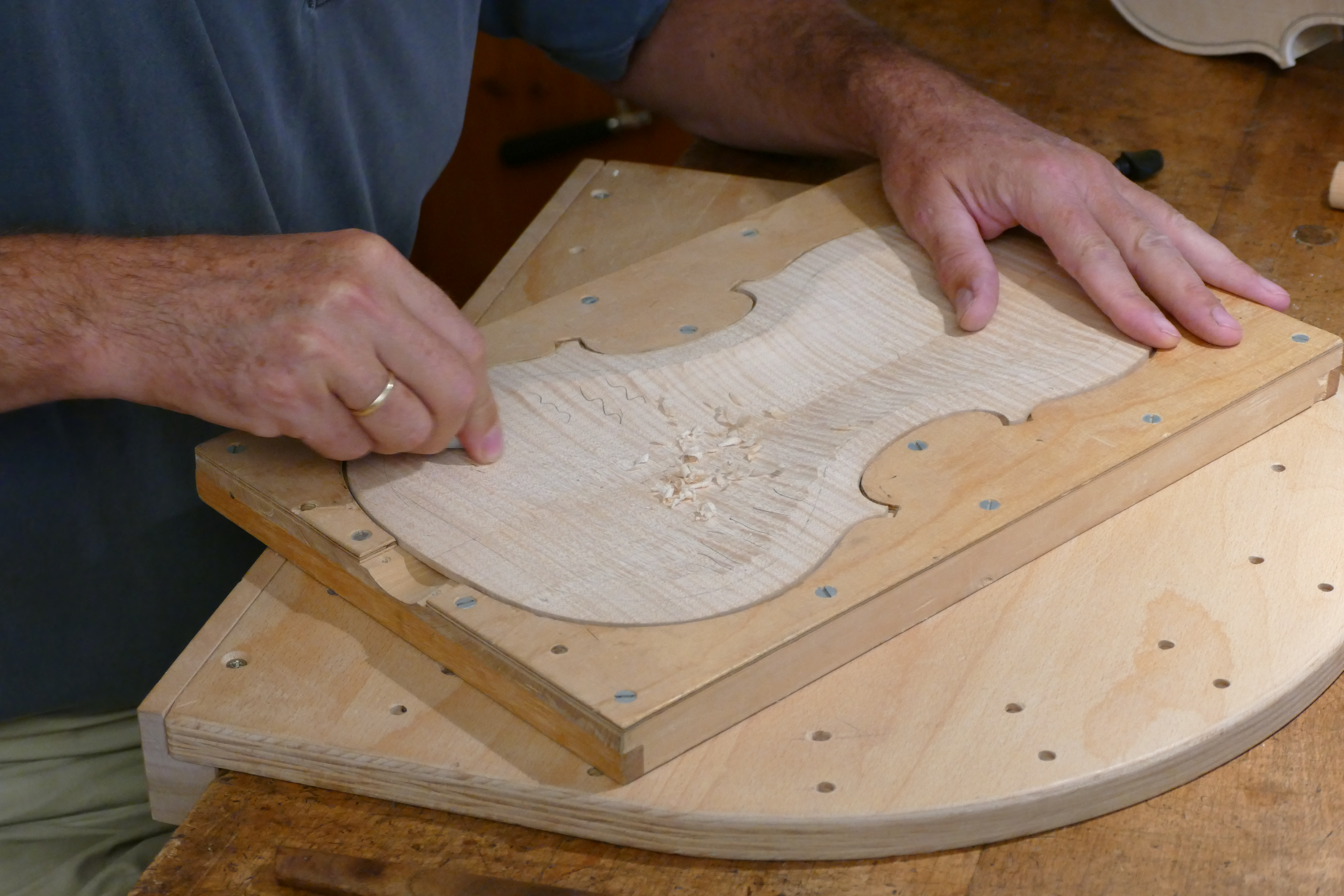
Ein Geigenbauer arbeitet am Boden einer Geige. Er benutzt Fingerhobel, um den Boden auf die gewünschten Dicke zu reduzieren.

Wenn ein Geigenbauer beginnt, ein neues Instrument zu bauen, steht er zunächst vor der Modellfrage. So kann er entweder ältere Modelle kopieren oder in Anlehnung an diese neue Instrumente entwickeln oder aber ganz neue Entwürfe anfertigen. Neukonstruktionen sind im Streichinstrumentenbau allerdings kaum gebräuchlich, meistens hält man sich an die Maße der großen Meister. Vor allem Stradivari, Amati und Guarneri haben in dieser Hinsicht die Maßstäbe gesetzt.
Zunächst wird die Geigeninnenform und Schablonen für Boden- und Deckenumriss sowie die Halsschablone hergestellt, danach werden Boden und Decke gefugt, gewölbt und umschnitten.

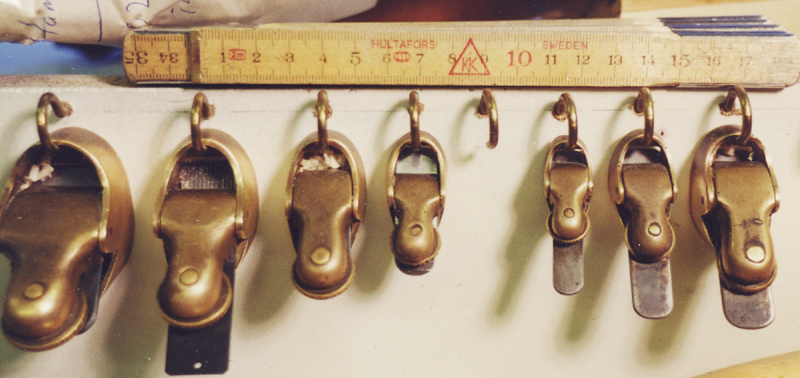
Fingerhobel verschiedener Stärke zur Bearbeitung des Holzes

Im Gegensatz zu Decke und Boden werden die Zargen, die zusammen mit den vier Eckklötzen sowie dem Ober- und Unterklotz den Zargenkranz bilden, zunächst als plane Streifen auf die richtige Stärke gehobelt. Danach erfolgt mit Dampf und Druck auf einem speziell dafür geformten Biegeeisen ihre Biegung in die richtige Form. Die Klötze, an denen die Zargen festgeleimt sind, dienen als Gerüst. In den Oberklotz wird später der Hals eingelassen und geleimt.
Auf den Boden werden nun die Zargenteile aufgeschachtelt, und nach Einschneiden der F-Löcher und Einleimen des Bassbalkens in die Decke wird diese auf die Zargen geleimt. Der Korpus ist fertig.
Bevor der Hals in den Korpus eingepasst werden kann, wird eine Schnecke geschnitzt. Der nun folgende Arbeitsgang des Lackierens wird auch im Artikel Geigenlack behandelt. Jedoch wird meist mit Lack auf Spiritusbasis oder Lack auf Ölbasis gearbeitet.
Nach dem Aufleimen des Griffbrettes wird die Arbeit vollendet: Die Wirbel werden eingepasst, das Instrument wird poliert, der Steg aufgeschnitten, der Stimmstock gesetzt und schließlich die Saiten aufgezogen.
Meist wird beim Verleimen Haut-, Knochen- oder Hasenleim verwendet.

### Weitere Arbeiten
- Restaurierung, Verbesserung und Konservierung von Streichinstrumenten

Die Restaurierung von Streichinstrumenten bewegt sich immer in einem Spannungsfeld, da einerseits möglichst der originale Zustand und die originale Substanz der Instrumente konserviert werden soll, andererseits das Instrument möglichst leistungsfähig im Bezug auf den Klang wiederherzustellen ist.
- Reparatur und Wartung von Streichinstrumenten

Die Instrumente der Geigenfamilie sind aufgrund ihrer Bauart sehr reparaturfreudig, d. h., sie können fast immer ohne Beschädigung geöffnet, instand gesetzt und wieder geschlossen werden. Die Reparatur bezieht sich oft auf Spannungsrisse und Unfallschäden. Die Wartung bezieht sich überwiegend auf Wirbel, Stimme, Steg, Lack und Bogen.